# 또봇: 대도시의 영웅들
《또봇: 대도시의 영웅들》(영어: Tobot: Daedo's Heroes, 중국어: 機器戰士 英雄回歸)은 시즌 1 2023년 2월 24일부터 11월 24일까지 시즌3 2025년 3월 10일부터 투니버스에서 방영 중이다. 시즌 2는 2024년 3월 8일부터 12월 13일까지 재능 TV에서 방영했다.

## 방영
《또봇: 대도시의 영웅들》(Tobot: Daedo's Heroes)은 영실업과 레트로봇이 제작한 3D 로봇 애니메이션으로 ‘또봇’들의 활약과 ‘또봇’을 조종하는 ‘파일럿’들의 성장을 다루는 애니메이션이다. 2023년 2월 24일부터 방영되고 있다.

## 줄거리

### 시즌 1
차량들을 훔쳐 달아나던 카사장 일당 앞에 또봇이 나타난다. 카사장 일당은 자동차를 로봇으로 변신시켜 저항하지만 또봇 X, Y, Z의 상대가 되지 못한다. 자신들의 계획에 또봇들이 방해가 될 것을 직감한 카사장 일당은 또봇들을 제거할 음모를 꾸민다. 카사장 일당과의 전투에서 마인드 코어가 파손된, Z를 염려한 세모는 Z를 꼼짝하지 못하게 한다. 한편, 이웃에 살던 한수는 다리를 다치는 바람에 축구 훈련에 참가하지 못하게 된 데다 엄마마저 아빠의 병간호로 한수를 돌볼 수 없어 세모네 집에 맡겨진다. 우울해 하던 한수는 우연히 세모네 집 차가 또봇 Z라는 사실을 알게 되고, 서로가 비슷한 처지임을 알게된 한수와 Z는 점점 친해지게 되는데...

### 시즌 2
한수네 반에 새로 전학 온, 대기업 총수의 아들 대온은 낯을 많이 가리는 성격 탓에 ‘부잣집 아이라서 도도하다’는 오해를 받는다. 어느 날 대온의 부모님이 대온과 함께 대온이 배양한 마인드 코어로 또봇을 만들어달라며 또봇 본부를 찾아오고, 도운과 리모는 자신들이 만들지 않은 마인드 코어가 또 존재한다는 사실에 놀라지만 고민 끝에 대온에게 또봇 A를 만들어준다. 대온은 또봇 A의 도움으로 조금씩 마음의 문을 열어가며 또봇 팀의 일원이 된다. 한편, 닥터 M은 놀이공원 ‘대도월드’의 설계자였던 ‘기차 할아버지’가 남기고 간 또봇 훅, 잽을 포획하여 또봇의 비밀을 캐려 하고, 악당들로부터 훅, 잽을 구해낸 또봇 팀은 닥터 M이 가재도 앞바다에 대규모 해저 서버를 건설하고 있다는 사실을 알고 닥터 M의 음모를 막기 위해 가재도로 향한다. 가재도 앞바다에서 펼쳐지는 악당들과의 대결을 통해 결국 닥터 M의 정체가 드러나고, 이 과정에서 화려한 액션, 가족애와 우정의 이야기와 함께 또봇 최고의 개그 캐릭터인 디룩이 돌아와 웃음폭탄을 선물한다.

### 시즌 3
닥터 M의 해저 기지에서 구조되어 온 마인드 코어 소닉과 켄은 자신들의 원래 개발자나 파일럿을 되찾지는 못하지만, 도운과 리모의 보살핌에 아픔을 이겨내고 또봇의 몸을 받아 대도시의 영웅으로서 새롭게 활동을 시작한다. 한편, 해저 서버를 잃은 닥터 M은 인터넷과 연결된 모든 컴퓨터를 자신의 서버로 이용하기 위해 컴퓨터를 좀비로 만드는 바이러스를 확산시키는 한편, 카사장 일당을 시켜 바이러스의 존재를 눈치챈 사람들을 공격한다. 닥터 M의 음모를 알고 있는 것은 마리솔이라는 소녀. 할아버지인 마각진 박사가 사고로 입원한 후, 우연히 그의 노트북을 통해 또봇 스틸과 친구가 된 리솔은 또봇 스틸이 카사장의 습격으로 행방불명이 되자 대도시의 또봇 본부를 찾아와 도움을 청한다. 또봇들은 리솔을 도와 또봇 스틸을 구하고, 또봇 스틸과 합체하면 헤비메탈이 된다는 또봇 크롬과 또봇 아이언도 찾으려 한다. 그러나 닥터 M은 또봇의 마인드 코어를 망가뜨릴 수 있는 하트 브레이커라는 로봇을 개발해 또봇을 위기로 몰아넣고, 또봇 스틸은 '할아버지 대신 함께 닥터 M을 물리치자'는 리솔을 파일럿으로 삼기를 거부하며, 마각진 박사에 대한 충격적인 비밀을 폭로한다. 도운과 리모가 좀비 바이러스에 대항할 백신을 완성해 클로버그룹의 데이터 센터를 통해 배포하려 하자, 닥터 M은 메가톤이라는 거대 로봇을 보내 데이터 센터를 공격한다. 또봇들은 데이터 센터를 지키려 하지만 메가톤의 위력에 고전하고, 헤비메탈을 완성하기 위해 파일럿 없이 또봇 아이언을 찾으러 간 또봇 스틸은 카사장 일당과 하트 브레이커에게 마인드 코어를 파괴당할 상황에 놓인다. 같은 시각, 홀로 집에 돌아갔던 리솔은 또봇 스틸에 대한 걱정을 떨치지 못해 다시금 대도시로 발걸음을 옮기는데...

## 장비
마인드코어: 또봇의 생명이라고 할 수 있는 아주 중요한 것이다. 직접 키워야하며, 부모가 마인드코어를 키워도 자식에게 물려줄수 있다.
또폰: 또봇: 대도시의 영웅들에 처음 등장하는 폰으로, 또봇을 변신시키기 위한 휴대폰. 유래는 자동차를 휴대폰으로 시동거는 것. 변신자동차인 또봇의 상징이다.

## 등장인물

### 파일럿

#### 차하나
또봇 X의 파일럿이다.

#### 차두리
차하나의 쌍둥이 동생으로,  또봇 Y의 파일럿이다.

#### 권세모
권리모 박사의 양아들이자, 하나, 두리, 딩요, 오공과 친구 사이다. 또봇 Z의 파일럿이다.

#### 이한수
또봇 Z의 또 다른 파일럿이다.

#### 강공주
또봇 닥의 임시 파일럿이다.

#### 김병국
또봇 쎈의 임시 파일럿이다.

#### 벽찬호
또봇 붐의 임시 파일럿이다.

#### 라대온
한수의 반에 전학 온 전학생으로, 또봇 A의 파일럿이다.

#### 독고오공
또봇 W의 파일럿. 동생인 온달이를 무척이나 아끼고 잘 돌봐준다 .

#### 독고온달
오공의 동생으로, 또봇 트윈펀치의 파일럿이다.

### 오혜라
경찰(순경) 출신이다. 또봇 C의 파일럿이다.

### 개발자

#### 차도운
하나와 두리의 아빠다.

#### 권리모
권세모의 양아버지이다.

#### 최매기
또봇 닥, 쎈, 붐의 개발자이다.

### 조력자

#### 심기사
차도운의 카센터 "굿카굿카"의 정비사로 등장한다.

#### 유능재
우주개발본부의 본부장이다.

#### 한충선
우주개발본부의 보안팀장이다.

#### 한수 엄마
한수의 어머니이다.

#### 한수 아빠
한수의 아버지이다. 직접적인 등장은 없다.

#### 라이온
대온의 아버지이다.

#### 대온 엄마
대온의 어머니이다.

## 또봇

### 뉴 또봇 X (현대 아이오닉 5(2021년 ~ 현재))
또봇: 대도시의 영웅들에 등장하는 또봇 X이다.

### 뉴 또봇 Y (현대 아반떼(7세대(2020년~2026년)))
또봇: 대도시의 영웅들에 등장하는 또봇 Y이다.

### 뉴 또봇 Z (현대 스타리아(2021년 ~ 현재))
또봇: 대도시의 영웅들에 등장하는 또봇 Z이다.

### 뉴 또봇 W (현대 코나(2세대(2023년~현재)))
또봇: 대도시의 영웅들에 등장하는 또봇 W이다.

## 악당들

### 카사장(본명:차도녀)
자동차를 훔쳐가는 여자 악당이다.
그녀는 또봇Z를 훔쳐가려고 계획하였다.

### 엔진박(본명:박 로버트)
그녀의 부하. 그는 성격이 교활하다.
그는 로보트들을 훔쳐가려고 계획하였으나, 그는 결국 실패하였다.

### 조발레(본명:조미료)
에너지폭탄으로 사람들을 공격한다.
나중에, 주인공들이 그녀를 제거하였다.

### 봉영춘
그녀가 인질로 잡았던 노인.
그는 드디어 해방되었다.

### 옥디룩
1기에세 19기 까지 나왔다가 대도시의 영웅들 시즌2에
카사장 일행에 합류해서 카사장과 조발레를
누나라고 부르면서 엔진박을 형이라고 부른다.
전에는 바이커봇들에게 형님으로 불리면서 닥터m과
대도시를 위협 했다.

## 방영 목록

### 시즌 1
| 화차       | 주제                     | 방송 일자        |
| ---------- | ------------------------ | ---------------- |
| 1화        | 또봇의 전설              | 2024년 4월 27일  |
| 2화        | 남겨진 소년과 자동차     | 2024년 5월 4일   |
| 3화        | 앞집의 엄청난 비밀       | 2024년 5월 11일  |
| 4화        | 한수와 제트              | 2024년 5월 18일  |
| 5화        | 용서받지 못할 또봇       | 2024년 5월 25일  |
| 6화        | 덫에 걸려들다            | 2024년 6월 1일   |
| 7화        | 또봇 Z, 트랜스포메이션!  | 2024년 6월 8일   |
| 8화        | 변심자동차 또봇 제트     | 2024년 6월 15일  |
| 9화        | 너희들은 누구냐?         | 2024년 6월 22일  |
| 10화       | 무인점포 테러사건        | 2024년 6월 29일  |
| 11화       | 닥쎈붐(트랜스포메이션!)  | 2024년 7월 6일   |
| 12화       | 운명의 파일럿을 찾아서   | 2024년 7월 13일  |
| 13화       | 3단 합체 SOS!            | 2024년 7월 20일  |
| 14화       | 꿈은 사라지고            | 2024년 8월 17일  |
| 15화       | 순수한 마음              | 2024년 8월 24일  |
| 16화       | 누구나 영웅이 될 수 있다 | 2024년 8월 31일  |
| 17화       | 3단합체의 꿈             | 2024년 9월 7일   |
| 18화       | 트라이탄이 이상해~       | 2024년 9월 28일  |
| 19화       | 우주개발본부의 또봇!     | 2024년 10월 5일  |
| 20화       | 콩크리탄의 대결          | 2024년 10월 12일 |
| 21화       | 환상의 콤비 쎈과 와이!   | 2024년 10월 19일 |
| 22화       | 또봇의 우정              | 2024년 10월 26일 |
| 23화       | 로켓 발사를 막아라!      | 2024년 11월 2일  |
| 최종화(24) | 기쁨의 마인드 파워!      | 2024년 11월 9일  |

### 시즌 2
| 화차       | 주제                      | 방송 일자       |
| ---------- | ------------------------- | --------------- |
| 1화        | 마인드코어를 가진 소년    | 2025년 3월 15일 |
| 2화        | 또봇A                     | 2025년 3월 22일 |
| 3화        | 신나는 비밀 영웅          | 2025년 3월 29일 |
| 4화        | 합동전투                  | 2025년 4월 5일  |
| 5화        | 우린 또봇 팀              | 2025년 4월 12일 |
| 6화        | 쌍둥이 또봇를 지켜라      | 2025년 4월 19일 |
| 7화        | 친구야, 위험해!           | 2025년 4월 26일 |
| 8화        | 천천히, 그리고 함께       | 2025년 5월 3일  |
| 9화        | 바람과 함께 나타난 더블유 | 2025년 5월 10일 |
| 10화       | 훅과 잽 이야기            | 2025년 5월 17일 |
| 11화       | 오공의 동생               | 2025년 5월 31일 |
| 12화       | 클로버타워의 결전         | 2025년 6월 7일  |
| 13화       | 온달과 오공               | 2025년 6월 14일 |
| 14화       | 훅과 잽의 선택            | 2025년 6월 21일 |
| 15화       | 롤러코스터를 구하라       | 2025년 6월 28일 |
| 16화       | 기차 할아버지의 유산      | 2025년 7월 5일  |
| 17화       | 사라진 엄마 아빠          | 2025년 7월 12일 |
| 18화       | 가재도의 비밀             | 2025년 7월 26일 |
| 19화       | 가재도 조사단             | 2025년 8월 2일  |
| 20화       | 안드로이드 엄마 아빠      | 2025년 8월 9일  |
| 21화       | 엄마 아빠를 찾아서        | 2025년 8월 16일 |
| 22화       | 닥터M의 해저기지          | 2025년 8월 23일 |
| 23화       | 공포의 레비아탄           | 2025년 8월 30일 |
| 최종화(24) | 닥터M의 비밀              | 2025년 9월 6일  |

## 목소리 출연
- 노영주/김다올(시즌4~) - 차하나
- 오유진/남도형(시즌4~) - 차두리
- 장하영 - 권세모
- 신해윤 - 이한수
- 박태성 - 또봇 X, 또봇 트라이탄, 차도운
- 신경선 - 또봇 Y, 또봇 Z, 권리모
- 이민규 - 닥터 M
- 박지훈 - 디룩, 유능재
- 문혜원 - 카사장
- 이경수 - 엔진박
- 손샛별 - 심기사, 조발레, 라대온 엄마
- 설재근 - 또봇 ZERO, 마각진
- 전수현 - 강공주
- 김가온 - 김병국
- 이하랑 - 벽찬호
- 우설리 - 아나운서, 호스트
- 방수미 - 이한수 엄마
- 오하나,오유진,최지우,김주리,박지연,송인서,한효정 - 래봇
- 박웅 - 또봇 닥, 봉영춘
- 함원진(1~2기),정의택(3기) - 또봇 쎈
- 이창민 - 또봇 붐, 또봇 SOS, 충선
- 정인지 - 최매기, 오혜라
- 조아연 - 라대온
- 함원진 - 오공
- 박노아 - 온달
- 정주원 - 또봇 A
- 안현식 - 또봇 W, 라이온
- 전태열 - 또봇 잽, 또봇 트윈펀치
- 서반석 - 또봇 훅
- 박요한 - 또봇 테트란
- 안효민 - 또봇 C
- 현민 - 또봇 팝
- 송기원 - 또봇 소닉
- 최낙윤 - 또봇 켄, 이한수 아빠
- 윤용식 - 또봇 스틸, 또봇 크롤, 또봇 아이언, 또봇 해비메탈
- 이다은 - 마리솔
- 김보민 - 마리솔 엄마

## OST
- 오프닝 - 함께 가는 길
- 작사 / 작곡 정창국 편곡 카일리, 이달
- 엔딩 - 내친구 또봇
- 작사 서가연, 김미혜 작곡 사가연, 이해민 편곡 카일리
- 아티스트 - 카일리
- 삽입곡
- 뭔지 알지
- 작사 김미혜, 이달 작곡 / 편곡 이달 안무 이민경
- 아티스트 - 신해윤, 신경선
- 한 번 더 힘차게
- 작사 / 작곡 서가연 작곡 이해민 편곡 카일리
- 아티스트 - 카일리

## 제작진
- (손수희, 이태헌 KBS) 김세중 - 책임
- (이순주, 황응구 연출 KBS) 김대통, 박초롱 - 프로듀서
- 전형민, 박용진 - 투자 제작 총괄
- 이규호 - 기획
- 박세훈, 안일부 - 라인
- 이달 - 총감독
- 김미혜 - 시나리오 / 각본
- 김승만 - 조감독
- 김대통, 권순현 - 액션감독
- 박지연, 김승만 - 스토리보드
- 홍민희 - 스토리보드클린업
- 정연오, 김주리, 이태화 - 콘셉트 디자인
- 방종옥, 전부희, 이진주 - 모델링 슈퍼바이저
- 오하나, 조혜진, 변재욱, 김지현 김주희, 조승혁 - 모델링
- 오진우, 송인서, 선영은 - 리깅
- 조하나, 김신영, 천은숙 - 에니메이션 슈퍼바이저
- 권순현, 신영기, 나윤지, 박준혁, 조성규 - 애니메이션
- 조은화, 이화평 - 라이팅/합성 슈퍼바이저
- 이다운, 정선우 - 라이팅
- 안일부 - 모션그래픽 슈퍼바이저
- 권연정 - 모션그래픽
- 서승표 VFX 슈퍼바이저
- 이수용, 최지우 - VFX
- 한효정 - 편집
- 이청원 스튜디오 음각 - 음향
- 카일리, 김우관, 서기연, 이해민 - 음악
- 김우관, 이청원 - 믹싱
- 김승만 - 녹음
- 최은경, 박초월 제작회계
- 허문영 통역 / 번역
- 레트로봇 - 애니메이션 제작
- Feixiang Animation - 제작 협력
- RoundBox
- Prismart Productions
- Enspire Studio
- Planion Animation Studio
- Kroftle Studios
- Hide and Seeds
- 또봇 디자인 슈퍼바이저 - 민경도
- 이승현, 김혁, 정태양, 안유성, 김용호, 정갑주 - 제품 디자인
- 한다희, 이지은 - 국내 배급
- 김요한, 박수진, 김다영, 김수정, 조우리, 문혜원 - 해외 배급 / 라이선싱
- 김세중 - 사업
- 이지혜, 전영주, 이주희, 임은영, 고은별, 이윤선, 박정은, 권창성, 김지은 - 그래픽 디자인
- 김연재(KBS미디어) - 홈페이지 제작
- 유운모, 이수은 - 종합편집
- 황은서 - 자막디자인
- 차한결 - 조연출
- 기획 - 영실업, 레트로봇
- 제작 - 영실업, 레트로봇, 현대자동차
- 저작권 - 2023 ~ 영실업 레트로봇 All rights reserved.

## 뮤지컬
ES생활문화에서 제작을 담당한다.

## 결방 및 편성안내
- 2024년 7월 27일 ~ 8월 10일: 파리 올림픽의 중계방송으로 인해 결방했다.
- 2024년 9월 14일: 추적 60분(재)의 관계로 인해 결방했다.
- 2024년 9월 21일: KBS 뉴스특보의 관계로 인해 결방했다.
- 2025년 3월 8일: KBS 뉴스특보 윤석열 석방 여부 논의 관계로 인해 결방했다.
- 2025년 5월 24일: 2025 국제양궁대회의 관계로 인해 결방했다.
- 2025년 6월 21일: KBS 뉴스특보 집중호우의 관계로 인해 2시 40분으로 편성했다.
- 2025년 7월 19일: KBS 뉴스특보 남부지방 집중호우 및 네트워크기획 청주기억, 이슈PICK 쌤과 함께 스페셜에 관계로 인해 결방했다.